# 吕埃讷
吕埃讷（法語：Ruesnes，法語發音：[ʁɥɛn]）是法国上法蘭西大區北部省的一个市镇，属于埃尔普河畔阿韦讷区。

## 地理
吕埃讷（50°15'32"N, 3°35'5"E）面积6.75 平方千米，位于法国上法蘭西大區北部省，该省份为法国最北部的省份及最长的省份，西北濒北海，西接加来海峡省，南至埃纳省和索姆省，东与比利时接壤。
与吕埃讷接壤的市镇（或旧市镇、城区）包括：维莱波勒、塞普姆里、博迪尼、贝尔默兰、卡佩勒、勒凯努瓦。

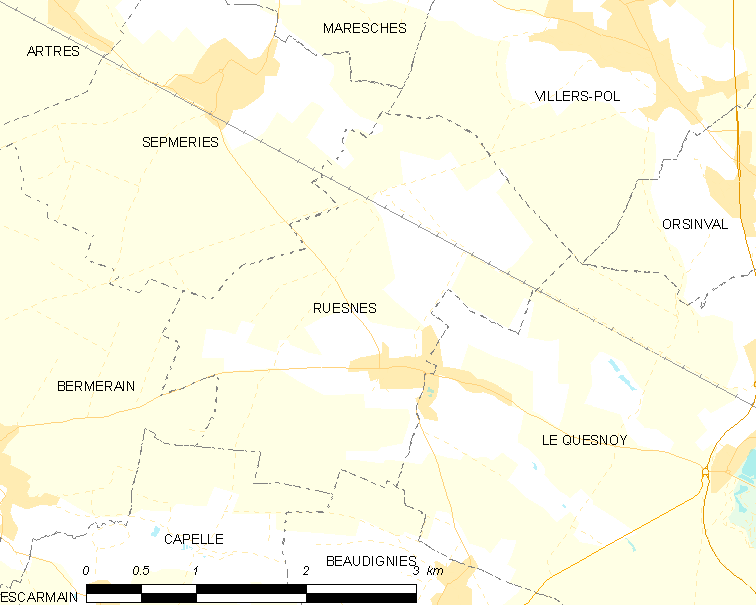
吕埃讷的OSM定位图

吕埃讷的时区为UTC+01:00、UTC+02:00（夏令时）。

## 行政
吕埃讷的邮政编码为59530，INSEE市镇编码为59518。

## 政治
吕埃讷所属的省级选区为埃尔普河畔阿韦讷县。

## 人口

1962-2008年间吕埃讷人口变化图示

吕埃讷于2022年1月1日时的人口数量为452人。